# Dieter Mehl
Dieter Mehl (geboren am  21. September 1933 in München; gestorben am 3. September 2018) war ein deutscher Anglist und emeritierter Professor für englische Sprache in Bonn.

## Leben
Dieter Mehl ist in München aufgewachsen und zur Schule gegangen. Er studierte Anglistik, Germanistik und Geschichte an den Universitäten von München, Durham und Göttingen, machte 1958 in München das Lehrerexamen und wurde 1960 an der Universität München über das Thema Die Funktion des Dumb Show im elisabethanischen Drama promoviert. Er war danach in München wissenschaftlicher Assistent und nach seiner Habilitation für das Fach Englisch ab 1966 akademischer Rat. Nach Vertretungsprofessuren in Erlangen und Bonn wurde er 1968 auf den Lehrstuhl für Anglistik in Bonn berufen, wo er bis zu seiner Emeritierung 1998 lehrte. Er war 1972 Fellow am Clare Hall College in Cambridge und 2011 an der Folger Shakespeare Library in Washington. Er war 1993–2002 Präsident der deutschen Shakespeare-Gesellschaft, 1996–2006 Mitglied im Exekutivkomitee der International Shakespeare Association (ISA) und Ehrenpräsident der ISA. Er war seit 1995 Mitglied der Akademie der Wissenschaften und der Literatur Mainz und dort Direktor der Kommission für Englische Philologie und Mitglied der Kommission für Musikwissenschaft. Er beschäftigte sich vor allem mit Geoffrey Chaucer, Shakespeare und D. H. Lawrence und übersetzte Werke von Chaucer, Jonathan Swift und Charles Dickens. Sein Interesse galt neben der mittelalterlichen Literatur und dem Renaissancedrama ebenso der Rezeptionsgeschichte. Dieter Mehl verstand seine Arbeit in der Tradition der Anglisten Levin Ludwig Schücking, Wolfgang Clemen und Clifford Leech.

## Publikationen (Auswahl)
Monographien
- Die Funktion des ‘Dumb Show’ im elisabethanischen Drama.  Promotion, München 1960.
- Die Pantomime im Drama der Shakespearezeit. Schriftenreihe der Deutschen Shakespeare-Gesellschaft West.  Heidelberg 1964.
- The Middle English Romances of the Thirteenth and Fourteenth Centuries.  London 1968, ISBN 978-0415610797.
- Geoffrey Chaucer: An Introduction to his Narrative Poetry.  Cambridge 1986, ISBN 978-0521268394.
- Shakespeare’s Tragedies: An Introduction.  Cambridge 1986, ISBN 978-0521316903.
- D. H. Lawrence: The Fox, The Captain’s Doll, The Ladybird. The Cambridge Edition of the Works of D. H. Lawrence.  Cambridge 1992, ISBN 978-0140187793.
- Mit Christa Jansohn: D. H. Lawrence: The Woman Who Rode Away and Other Stories. The Cambridge Edition of the Works of D. H. Lawrence.  Cambridge 1995, ISBN 978-0521294300.
- Mit Christa Jansohn: D. H. Lawrence: The First and Second Lady Chatterley Novels. The Cambridge Edition of the Works of D. H. Lawrence.  Cambridge 1999, ISBN 978-0521007153.
- English Literature in the Age of Chaucer (= Longman Literature in English Series. ) London 2001.
- Mit Christa Jansohn: The Reception of D. H. Lawrence in Europe, The Reception of British and Irish Authors in Europe.  London 2007, ISBN 978-1472535924.
- Mit Hans Bungert, Christa Jansohn: Was sollen Anglisten und Amerikanisten lesen? Berlin 1995, ISBN 978-3503037124.
- Shakespeares Hamlet.  Beck Wissen. Beck, München 2007, ISBN 978-3406536274.

Herausgeberschaften
- Das englische Drama. Vom Mittelalter bis zur Gegenwart.  2 Bde. Düsseldorf 1970.
- English Literature in the Age of Chaucer. New York 2001, ISBN 978-0582492998.
- Studien zur englischen Literatur.  Münster 1990.
- Mit Wolfgang Clemen, Wolfgang Weiß: Interpretationen zur englischen Literatur.  Münster 1991.
- Mit Wolfgang Weiß: Shakespeares Sonette in europäischen Perspektiven.  Münster 1993.
- Mit Jonathan Bate, Jill L. Levenson: Shakespeare and the Twentieth Century. The Selected Proceedings of the Shakespeare Association World Congress.  Newark / London 1998, ISBN 978-0874136524.
- Mit Angela Stock, Anne-Julia Zwierlein: Plotting Early Modern London. New Essays on Jacobean City Comedy.  Aldershot, Hampshire 2004, ISBN 978-0754640974.

Übersetzungen
- Charles Dickens: The Bagman’s Tales / Die Erzählungen des Handlungsreisenden.  dtv, München 2002, ISBN 978-3423094184.
- Geoffrey Chaucer: Five Canterbury Tales / Fünf Canterbury-Geschichten; mittelenglisch/deutsch.  Edition Langewiesche, Ebenhausen 1958, 2. Auflage 1964.
- Jonathan Swift: A Voyage to Liliput / Gullivers Reise nach Liliput.  Edition Langewiesche, Ebenhausen 1959, dtv zweisprachig, 1977, überarbeitete Ausgabe 1983.

Mitarbeit
- Chaucer’s Poetic Style.  In: Piero Boitani, Jill Mann: The Cambridge Chaucer Companion.  Cambridge University Press, Cambridge 1986, ISBN 978-0521316897.
- Shakespeare Reference Books.  In: Margareta de Grazia, Stanley Wells: The Cambridge Companion to Shakespeare.  Cambridge University Press, Cambridge 2001, ISBN 978-0-521-65881-2.